# Sesión de lucha
Una sesión de lucha fue una forma de humillación pública y tortura utilizada por el Partido Comunista de China durante el gobierno de Mao Zedong, particularmente durante la Revolución Cultural, su fin era moldear la opinión pública y humillar, perseguir o ejecutar rivales políticos y enemigos de clase.
En general, la víctima de una sesión de lucha era forzada a admitir varios crímenes ante una multitud de personas que abusaban verbal y físicamente de la víctima hasta que la misma confesara. Las sesiones de lucha a menudo se llevaban a cabo en el lugar de trabajo del acusado, pero a veces se realizaban en estadios deportivos donde se congregaban grandes multitudes si el prisionero era lo suficientemente famoso.

## Etimología
Según Lin Yutang, la expresión viene de "批判" (pinyin: pīpàn, literalmente: juzgar) y "鬥爭" (pinyin: dòuzhēng, literalmente: luchar), por lo que la expresión completa tiene el significado de incitación al espíritu de juicio y lucha. En lugar de decir la frase completa "批判 鬥爭" (pinyin: pīpàn dòuzhēng), se acortó a "批鬥" (pinyin: pīdòu).

## Orígenes y propósito
Las sesiones de lucha se desarrollaron a partir de ideas similares de a las de la autocrítica en la Unión Soviética durante la década de 1920. El término se refiere a la lucha de clases; la sesión se lleva a cabo para beneficiar al objetivo, al eliminar todo rastro de pensamiento contrarrevolucionario y reaccionario.[cita requerida] Los comunistas chinos resistieron esto al principio, porque las sesiones de lucha entraron en conflicto con el concepto chino de salvar la cara, pero las sesiones de lucha se volvieron comunes en las reuniones del Partido Comunista durante la década de 1930 debido a su popularización con el público.

## Recuentos
Margaret Chu, escribiendo retrospectivamente para el Informe Mindszenty de la Fundación Cardenal Mindszenty, en noviembre de 1998, dio hizo el siguiente recuento:

"... comenzó la Revolución Cultural y me trasladaron a otro campo de trabajo ... Dos años después de haber estado en este nuevo campamento, recibí un paquete de mi familia. Inmediatamente, un recluso me acusó de darle algo a otro prisionero. Fui arrastrado a la oficina. Sin ninguna investigación, el oficial reunió todo el campamento para comenzar una sesión de lucha contra mí. En la sesión, el oficial de repente me preguntó si había cometido mi presunto crimen original, lo que condujo a mi sentencia de 8 años. Estaba aturdida. Entonces me di cuenta de que esta sesión, de hecho, estaba arreglada de antemano. El paquete fue solo una pretensión. Su verdadero motivo fue una vez más obligarme a admitir todos mis presuntos crímenes. "No cometí ningún delito", afirmé firmemente. Inmediatamente dos personas saltaron sobre mí y me cortaron la mitad de mi cabello. El oficial gritó de nuevo: "¿Eres culpable?" Respondí con firmeza nuevamente, "No". Dos personas usaron una cuerda para atar mis manos fuertemente. Estaba conectado a un lazo alrededor de mi hombro y debajo de mis axilas. Estaba anudado de tal manera que un ligero movimiento de mis manos causaría dolor intenso. Esta sesión de lucha duró dos horas. Después, me desataron y me esposaron en su lugar. Las esposas se convirtieron en parte de mí durante los siguientes cien días y noches..."

Anne F. Thurston, en Enemigos del pueblo, describió una infame sesión de lucha para el profesor You Xiaoli:

"You Xiaoli estaba de pie, precariamente equilibrado, en un taburete. Su cuerpo estaba doblado desde la cintura en un ángulo recto, y sus brazos, con los codos rígidos y rectos, estaban detrás de su espalda, una mano agarrando la otra en la muñeca. Era la posición conocida como "hacer el avión". Alrededor de su cuello había una pesada cadena, y unida a la cadena había una pizarra, una verdadera pizarra, una que había sido retirada de un aula de la universidad donde You Xiaoli, durante más de diez años, había sido profesor titular. En ambos lados de la pizarra, estaban marcados con tiza su nombre y la miríada de crímenes que supuestamente había cometido. ...

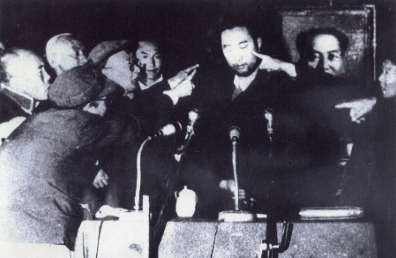
El Panchen lama tibetano durante una sesión de lucha.

La escena también tuvo lugar en la universidad, en un campo deportivo en una de las instituciones de educación superior más prestigiosas de China. En la audiencia estaban los alumnos y colegas de You Xiaoli y antiguos amigos. Los trabajadores de las fábricas locales y los campesinos de las comunas cercanas habían sido transportados en autobús para el espectáculo. De la audiencia salieron repetidos cantos rítmicos ... "¡Abajo You Xiaoli! ¡Abajo You Xiaoli!"

"Tuve muchos sentimientos en esa sesión de lucha", recuerda You Xiaoli. "Pensé que había personas malas en la audiencia. Pero también pensé que había muchas personas ignorantes, personas que no entendían lo que estaba sucediendo, así que compadecí a ese tipo de persona. Trajeron trabajadores y campesinos a las reuniones, y no podía entender lo que estaba sucediendo. Pero yo también estaba enojado ".

## Después de 1978
Las sesiones de lucha fueron repudiadas en China después de 1978, cuando los reformistas liderados por Deng Xiaoping tomaron el poder. Deng Xiaoping prohibió las sesiones de lucha y otros tipos de campañas políticas violentas de la era de Mao.
En septiembre de 2013, Xi Jinping realizó su campaña de "crítica y autocrítica", asistiendo a una serie de reuniones donde los cuadros provinciales de Hebei fueron obligados a admitir deficiencias y ofrecer ideas para corregir su comportamiento. Xi ha instruido a los funcionarios regionales a "promover la autocrítica y la crítica" para implementar su campaña de "línea de masas", que dijo que es necesaria para eliminar la formalidad, la burocracia, el hedonismo y la extravagancia entre los funcionarios públicos.